# (-)-borneolo deidrogenasi
La (-)-borneolo deidrogenasi è un enzima appartenente alla classe delle ossidoreduttasi, che catalizza la seguente reazione:
(-)-borneolo + NAD+ ⇄ (-)-canfora + NADH + H+
L'enzima può agire anche con NADP+, ma più lentamente.